# 物理学者

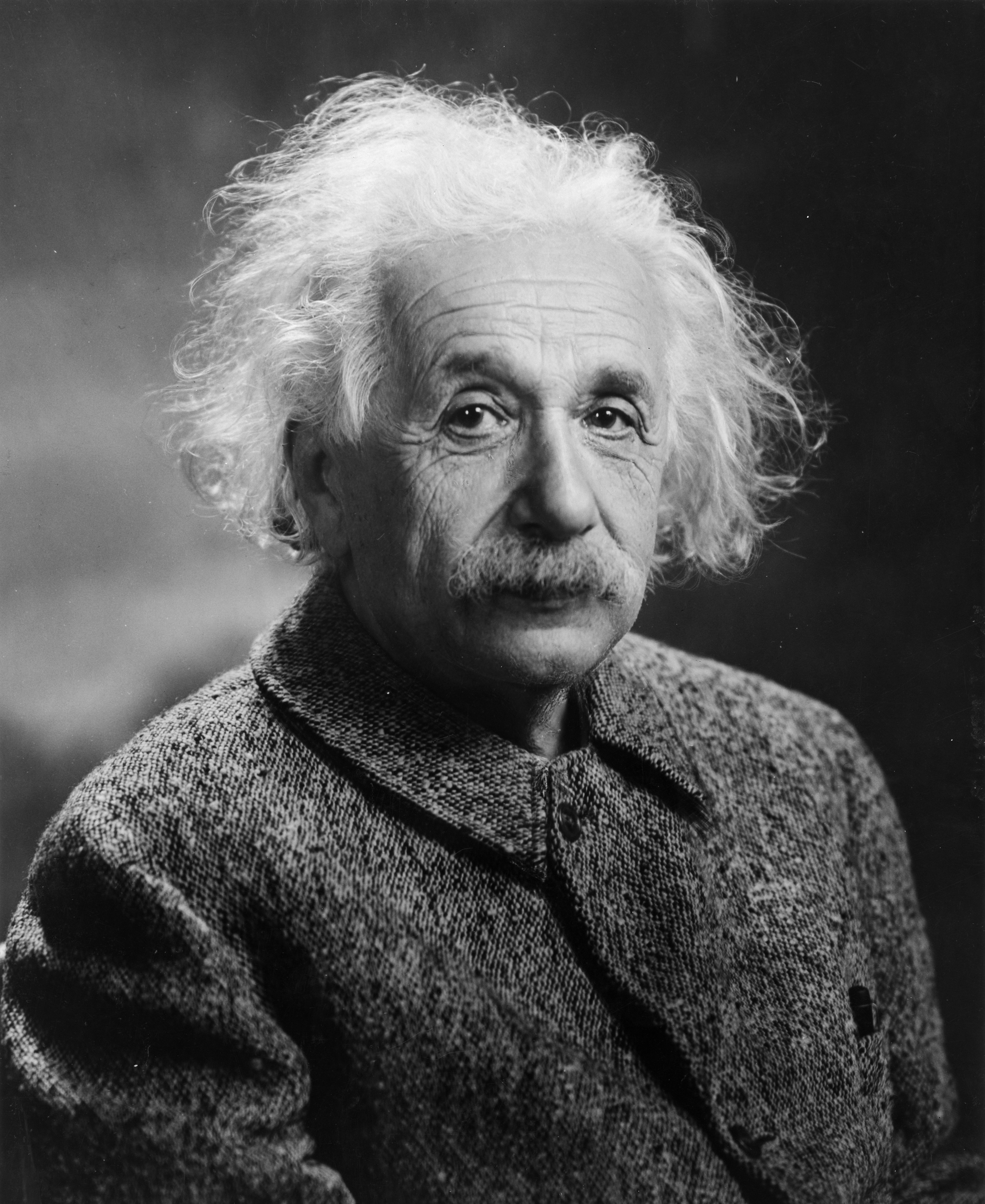
20世紀の代表的な物理学者アルベルト・アインシュタイン

物理学者（）は、物理学に携わる研究者のことである。

## 概説
他の学問領域との境界領域に携わっている場合、どう呼ぶかについての明確な定義はない。宇宙や天体について研究している学者を例にとれば、天文学者、宇宙物理学者、物理学者と3通りの呼び方がある。一般的に「天文学者」は、大学で天文学や宇宙物理学を専攻した研究者に対して使われ、「宇宙物理学者」は、宇宙物理学もしくは一般の物理学（ここでは天文学・宇宙物理学以外の物理学を指す）を専攻した研究者に対して使われることが多い。また、天文学及び宇宙物理学の研究者で「物理学者」と指す場合、一般の物理学を専攻した研究者に対して使われる。
中世においては、物理学者は化学者・数学者・錬金術師・哲学者などを兼ねていたが、20世紀になってから学問の専門化がいちじるしく進み、物理学者は物理を学んで博士号などの学位を取得した者が近代の物理学を担っていると言っても過言ではない。